# Awa (Tokushima)
Awa (阿波市 Awa-shi?) es una ciudad localizada en la prefectura de Tokushima, Japón. En junio de 2019 tenía una población estimada de 35.294 habitantes y una densidad de población de 185 personas por km². Su área total es de 191,11 km².

## Geografía

### Localidades circundantes
- Prefectura de Tokushima
  - Kamiita
  - Mima
  - Yoshinogawa
- Prefectura de Kagawa
  - Higashikagawa
  - Sanuki

## Demografía
Según los datos del censo japonés, esta es la población de Awa en los últimos años.
| 1995   | 2000   | 2005   | 2010   | 2015   |
| ------ | ------ | ------ | ------ | ------ |
| 42.657 | 42.388 | 41.076 | 39.247 | 37.202 |